# When His Dough Was Cake
When His Dough Was Cake è un cortometraggio muto del 1915 diretto da James Douglass e prodotto dall'American Film Manufacturing Company. Di genere comico, aveva come interpreti John Steppling, John Sheehan e Beatrice Van.

## Trama
Per il compleanno di suo nipote Johnnie, lo zio manda un regalo, una bella e grossa scatola che viene accolta in famiglia con grande aspettativa, visto che lo zio è molto ricco. Quando però la scatola viene aperta, il suo solo contenuto si rivela essere una torta. Apriti cielo! tra Johnnie e la moglie nasce una discussione che va a finire in litigio: lui difende debolmente lo zio, lei lo attacca dando al vecchio dello spilorcio. Poi va in cucina dove fa a fette la torta, fette che invia a tutti i vicini di casa. Quando lo zio arriva, spiega che nella torta era celato il celebre diamante Kimberly, il vero regalo per Johnnie. La notizia scatena una caccia ai diversi pezzi di torta ormai dispersi nelle case del vicinato, alla disperata ricerca del prezioso diamante. Le situazioni che così si creano mostrano i ridicoli tentativi che si mettono in atto per costringere i vicini alla restituzione dei pezzi del dolce. Recuperata finalmente l'intera torta, questa viene scrupolosamente ispezionata ma del famoso diamante non si trova alcuna traccia. Alla fine, lo zio scopre di averlo ancora in tasca. La pace è ristabilita e sulla famiglia torna a regnare l'armonia.

## Produzione
Il film fu prodotto dall'American Film Manufacturing Company.

## Distribuzione
Distribuito dalla Mutual, il film - un cortometraggio in una bobina - uscì nelle sale statunitensi l'11 settembre 1915.